# جعفری اسب
جعفری اسب (نام علمی: Smyrnium olusatrum) نام یک گونه از سرده آوندول است.